# Hammaptera trochilarioides
Hammaptera trochilarioides är en fjärilsart som beskrevs av Paul Dognin 1901. Hammaptera trochilarioides ingår i släktet Hammaptera och familjen mätare. Inga underarter finns listade i Catalogue of Life.